# Alfred François Donné
Alfred François Donné (Paris, 13 de setembro de 1801 — Paris, 7 de março de 1878) foi um bacteriologista e médico francês. Ele nasceu em Noyon, França, e morreu em Paris. Donné foi o descobridor da Trichomonas vaginalis. Ele também foi o inventor da fotomicrografia.
Léon Foucault foi seu aluno e assistente de laboratório, e permaneceu amigo e apoiador de Foucault até a morte deste.

## Publicações
- Mémoire sur l'emploi de la gélatine comme substance alimentaire, 1835 (online disponível em Gallica).
- Histoire physiologique et pathologique de la salive, considérée particulièrement sous le rapport de ses usages, du rôle que joue ce fluide dans les fonctions digestives et dans les affections gastriques, 1836 (online disponível em Gallica).
- Du lait, et en particulier de celui s nourderices, considéré sous le rapport de ses bonnes et de ses mauvaises qualités nutritives et de ses altérations, 1837 (online disponível em Gallica).
- Nouvelles expériences sur les animalcules spermatiques et sur quelques-unes des causes de la stérilité chez la femme, suivies de recherches sur les pertes séminales involontaires et sur la présence du sperme dans l'urine, 1838 (Alfred François Donné (em inglês) no Internet Archive).
- Mademoiselle Pigeaire. Somnambulisme et magnétisme animal, 1838.[3]
- Examen microscopique de l'eau du Rhône et des eaux de source de Roye, de Ronzier, de Fontaine et de Neuville, en hiver, au printemps et pendant l'été, 1839.
- Conseils aux mères sur la manière d'élever les enfants nouveau-nés, 1842.
- (avec contributions de Léon Foucault) Cours de microscopie complémentaire des études médicales : anatomie microscopique et physiologie des fluides de l'économie, J.-B. Baillière, 1844.
- Conseils aux familles sur la manière d'élever les enfants, suivis d'un Précis d'hygiène applicable aux différentes saisons de l'année, 1864
- Hygiène des gens du monde, 1870 (online disponível em Gallica).